# Nisyros

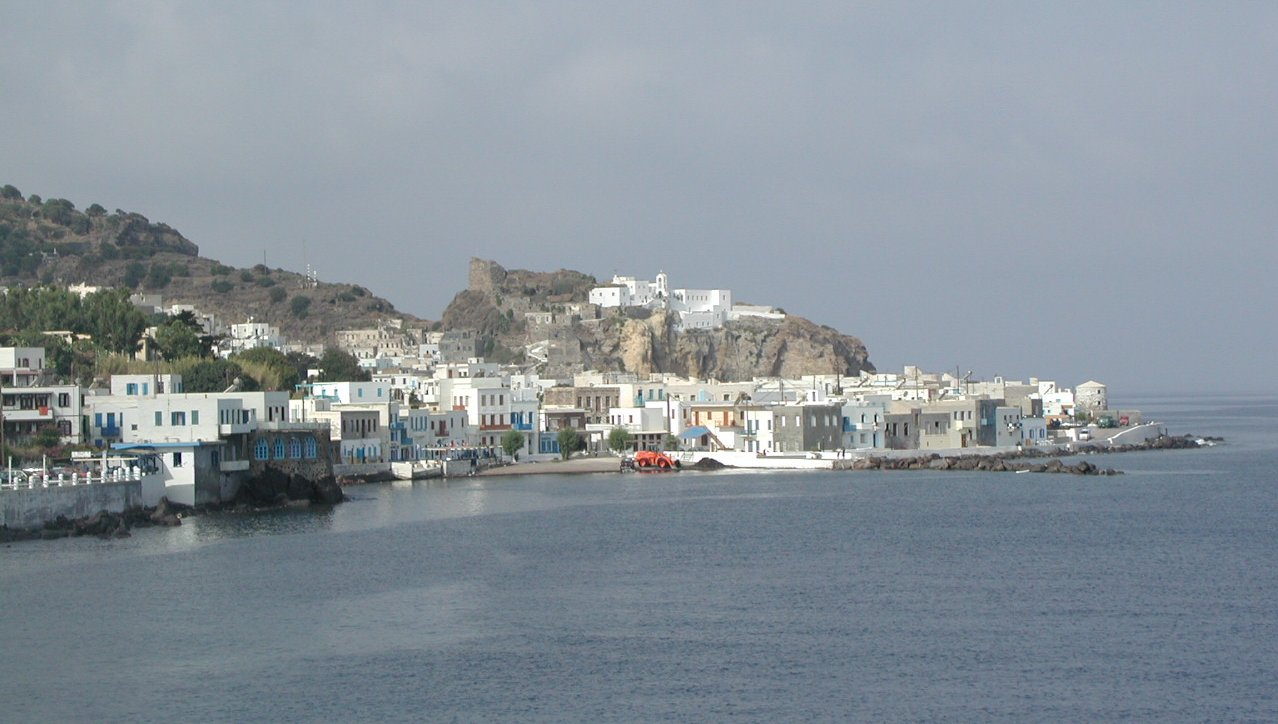
Vy över huvudorten Mandraki.

Nisyros eller Nissyros (grekiska Νίσυρος) är en liten vulkanö i den grekiska ögruppen och prefekturen Dodekanisos (Tolvöarna) i södra Egeiska havet, strax söder om Kos och norr om Tilos, nära Mindre Asiens kust. Ön är 42 km² stor och har ett invånarantal på omkring 950 (2001). Huvudstaden är en by med namnet Mandraki och arkitekturen på byggnaderna är i typisk grekisk stil.

## Geografi
Nisyros består av en sammanstörtad vulkankrater som är över 700 meter hög. Ön är betydligt grönare än många andra grekiska öar. Detta beror på det är mycket pimpsten i marken, som binder vatten relativt ytligt, så att det är tillgängligt för växtligheten. Å andra sidan saknas grundvatten av samma anledning.
På ön finns en kyrka från 1400-talet, många fort och ett slott som är öppet för besökare. Infrastrukturen är relativt god och det är enkelt att på egen hand utforska ön.

## Historia
Öns antika namn är Porphyris och öns första bosättare var ett asiatiskt folkslag som bosatte sig här på 1000-talet f.Kr. och idkade handel med de kringliggande öarna. I forntiden var Nisyros berömt för sina varma källor, sitt vin och de kvarnstenar som bröts där.
Ön var i venetiansk ägo i flera århundraden men attackerades ständigt av pirater. Den erövrades av Osmanska riket på 1500-talet och av Italien 1912. Ön befriades slutligen 1948 och överlämnades till Grekland.